# Кульзеб
Кульзеб — село в Кизилюртовском районе Дагестана.
Образует сельское поселение село Кульзеб как единственный населённый пункт в его составе.

## Географическое положение
Расположено на федеральной трассе «Кавказ», в 12 к востоку от города Кизилюрт. В селе остановочный пункт Пельтиевский Северо-Кавказской железной дороги.

## История
Село образовано в 1957 году. как переселенческий населенный пункт для жителей села Кульзеб (Исай-юрт) Саясанского района, после возвращения из депортации чеченцев. В Чечню кульзебцы были переселены из сел Кульзеб и Шугинуб Чародинского района. В 1970-е годы в состав к селу было присоеденено село Пельтиевск.

## Население
| 1970  | 1989  | 2002  | 2010  | 2012  | 2013  | 2014  |
| ----- | ----- | ----- | ----- | ----- | ----- | ----- |
| 700   | ↗1403 | ↗2056 | ↘2028 | ↗2103 | ↗2129 | ↘2123 |
| 2015  | 2016  | 2017  | 2018  | 2019  | 2020  | 2021  |
| ↗2129 | ↗2131 | ↘2128 | ↘2120 | ↗2127 | ↘2123 | ↗2341 |
| 2023  | 2024  | 2025  |       |       |       |       |
| ↗2364 | ↗2373 | ↗2394 |       |       |       |       |

 из которых (2002 г.):
- аварцы — 2566 чел. (84,0 %)
- лакцы — 324 чел. (10,6 %)
- даргинцы — 56 чел. (1,8 %)
- кумыки — 32 чел. (1,0 %)
- прочие — 78 чел. (2,6 %)[19]